# Жоау Роберто Рота Нету
Жоау Роберто Рота Нету (порт.-браз. João Roberto Rota Neto; нар. 21 травня 2003, Сан-Паулу, Бразилія) — бразильський футболіст, вінґер «Ред Булл Брагантіно».

## Життєпис
Уродженець Сан-Паулу, міста на південному сході Бразилії, столиці однойменного штату. Займався футболом у «Корінтіансі», в 11-річному віці переїхав до академії португальської «Браги». З 2019 року – гравець «Фамалікана». Починаючи з сезону 2020/21 років тренувався з основною командою. 5 грудня 2020 року дебютував на професіональному рівні за «Фамалікан» у нічийному (2:2) домашньому матчі 9-го туру Прімейра Ліги проти «Спортінга». Жоау вийшов на поле на 60-й хвилині замість Рубена Ламейраша. У віці 17 років і 6 місяців став наймолодшим гравцем, який дебютував на професіональному рівні з «Фамалікан». Прот основним гравцем португальського клубу не став, за два сезони зіграв 8 матчів у вищому дивізіоні португальського чемпіонату.
1 вересня 2021 року перейшов в оренду до «Бенфіки Б». У футболці резервної команди «Бенфіки» дебютував 11 вересня 2021 року в нічийному (0:0) домашньому поєдинку 5-го туру Сегунда-Ліги проти «Спортінга» (Ковілья). Жоау Нету вийшов на поле на 63-й хвилині замість Мартіма Нету. Загалом у складі «Бенфіки Б» провів 12 матчів. Наприкінці червня 2023 року повернувся в «Фамалікан», але з того часу в першій команді не грав (двічі потрапляв до заявки на матчі вищого дивізіону португальського чемпіонату), натомість захищав кольори команди U-23.

## Статистика виступів

### Клубна
| Клуб                   | Див.            | Сезон           | Ліга  | Ліга | Нац. кубок | Нац. кубок | Конт. кубок | Конт. кубок | Загалом | Загалом |
| Клуб                   | Див.            | Сезон           | Матчі | Голи | Матчі      | Голи       | Матчі       | Голи        | Матчі   | Голи    |
| ---------------------- | --------------- | --------------- | ----- | ---- | ---------- | ---------- | ----------- | ----------- | ------- | ------- |
| «Фамалікан» Португалія | 1.ª             | 2020-21         | 6     | 0    | 1          | 0          | —           | —           | 7       | 0       |
| «Фамалікан» Португалія | 1.ª             | 2021-22         | 2     | 0    | 0          | 0          | —           | —           | 2       | 0       |
| «Фамалікан» Португалія | Загалом за клуб | Загалом за клуб | 8     | 0    | 1          | 0          | 0           | 0           | 9       | 0       |
| «Бенфіка Б» Португалія | 2.ª             | 2021-22         | 11    | 0    | —          | —          | —           | —           | 11      | 0       |
| «Бенфіка Б» Португалія | 2.ª             | 2022-23         | 1     | 0    | —          | —          | —           | —           | 1       | 0       |
| «Бенфіка Б» Португалія | Загалом за клуб | Загалом за клуб | 12    | 0    | 0          | 0          | 0           | 0           | 12      | 0       |
| Усього за клуб         | Усього за клуб  | Усього за клуб  | 20    | 0    | 1          | 0          | 0           | 0           | 21      | 0       |

## Досягнення
«Бенфіка»
- Юнацька ліга УЄФА
  -  Чемпіон (1): 2021/22[5]